# Hatsune Miku: Project DIVA
Hatsune Miku: Project DIVA (яп. 初音ミク - Project DIVA) - серія ритм-ігор, створена компанією SEGA Corporation та Crypton Future Media. За немалий час свого існування серія ігор стала досить популярною у Японії та за її кордонами: зіграти у них можна на ігрових консолях компанії Sony (PlayStation Portable, PlayStation 3, PlayStation VITA, PlayStation 4) та Nintendo (Nintendo 3DS, Nintendo Switch) а також на аркадних автоматах. Головні герої гри - віртуальні співаки з Японії, розроблені компанією Crypton Future Media, яких називають Вокалоїдами (з англ. VOCALOID). Серед них можна побачити найпопулярнішу віртуальну співачку Хацуне Міку та її друзів, Каґаміне Рін та Лен, Меґуріне Лука, Кайто і Мейко. Також в деяких частинах серії з'являються додаткові персонажі, такі як Йоване Хаку, Акіта Неру, Сакіне Мейко, Касане Тето, Мікудайо та GUMI.

## Список ігор
- Hatsune Miku -Project DIVA- (2009, PSP)
- Hatsune Miku -Project DIVA- Arcade (2010, Arcade)
- Hatsune Miku -Project DIVA- Dreamy Theater (2010, PS3)
- Hatsune Miku -Project DIVA- 2nd (2010, PSP)
- Hatsune Miku -Project DIVA- Dreamy Theater  2nd (2011, PS3)
- Hatsune Miku -Project DIVA- extend (2011, PSP)
- Hatsune Miku -Project DIVA- Dreamy Theater Extend (2012, PS3)
- Hatsune Miku -Project DIVA- f (2012, PS Vita)
- Hatsune Miku and Future Stars: Project Mirai (2012, 3DS)
- Hatsune Miku -Project DIVA- F (2013, PS3)
- Hatsune Miku -Project DIVA- Arcade Future Tone (2013, Arcade)
- Hatsune Miku -Project DIVA F 2nd- (2014, PS3, PS Vita)
- Hatsune Miku: Project Mirai 2 / Mirai DX (2014-2015, 3DS)
- Hatsune Miku -Project DIVA- X / X HD (2016, PS4, PS Vita)
- Hatsune Miku -Project DIVA- Future Tone / Future Tone DX (2016-2017, PS4)
- Hatsune Miku -Project DIVA- MEGA39's / Mega Mix (2020, Switch)

## Детальний опис гри

### Ритм-гра

#### Режим вільної гри
У цьому режимі кожній частині гри відповідає свій набір музикальних творів. Це твори японських композиторів, для яких зроблені особливі відео-кліпи. Основа кожного рівня - музичний кліп. Вже з 2009 року, творці цієї гри змінюють спосіб ігри. Наприклад, перша частина гри, має лише чотири кнопки для гри - коло, хрестик, квадрат та трикутник. Вже в наступних додано ще чотири подвійні стрілки та "довгі" ноти, які відповідають попереднім фігурам. Кожна пісня має чотири рівні складності — "EASY" (Простий. Використовується лише коло), "NORMAL" (Середній. Використовується коло та хрестик, у нових частинах трикутник, рідше квадрат), "HARD" (Достатній. Використовуються усі фігури, але більш легкий рівень), "EXTREME" (Складний. Використовуються усі фігури, але набагато складніше ніж "HARD"). У нових частинах додали зірочки (подвійні, "фігурні" зірочки і RUSH-ноти). Після проходження рівня, в грі можна отримати "DIVA POINT" (ігрова валюта для покупок у магазині гри), відкрити новий одяг, нове оформлення та нові пісні (якщо проходити гру з самого початку). Також, для підвищення кількості ігрової валюти використовують "ускладнення" (CHALLANGE ITEM). А для полегшення рівня "послаблення" (HELP ITEM), але за це зменшується кількість валюти в кінці рівня.
Аркадні ж ігри, такі як Future Tone і Mega Mix мають схожий геймплей, але дечим відрізняються. Наприклад, замість нот "зірочок" там використовуються слайди, і щоб з ними розібратися, треба потягнути стіки геймпаду (або провести по сенсорній панелі, якщо мова йдеться про аркадний автомат) у потрібну сторону. Також відрізняється і механіка нот, які потрібно тримати: на відміну від попередніх консольних ігор, тут не треба відпускати клавішу у визначений момент, а можна продовжувати утримувати її до тих пір, доки гравець не отримає максимальну кількість очків за цю ноту. Відрізняються і "мульти-нажаття: якщо раніше це були стрілочки, то тепер це може бути десятки варіантів натиснення кількох фігур одночасно. В аркадних іграх немає HELP ITEM, але є три варіанти ускладнення рівня: HI-SPEED (прискорення нот), SUDDEN (раптова поява нот) і HIDDEN (раптове зникнення нот). У аркадних іграх ще з'явилася п'ята складність: EXTRA EXTREME: у ньому розробники додавали нові види нот, а саме слайди, у уже існуючі пісні, тим самим роблячи рівні складнішими і цікавішими. Геймплей Mega Mix нічим не відрізняється від інших аркадних ігор, окрім можливості використовувати літери A, B, X і Y замість фігурок. Із нововведень у грі для Nintendo Switch з'явився сенсорний режим, який повністю копіює контролер оригінального аркадного автомата, даючи змогу його фанатам насолоджуватися улюбленим видом гри у себе дома.

А ще у Mega Mix з'явився абсолютно новий режим гри під назвою Mix Mode. Зовні цей режим нагадує мобільні рітм-ігри, але замість сенсору  гравцю доведеться використовувати керування рухами Joy-Con. Ви мусите тримати контролери і рухати їх у різні сторони за допомогою зап'ясть, і коли на екрані з'являються сині чи червоні ноти, ви повинні натиснути L/ZL або R/ZR відповідно. Також з'являються жовті ноти - слайди, що працюють по принципу схожому до довгих нот з старіших ігор серії: потрібно утримувати кнопку до тих пір, поки слайд не закінчиться. З'являються і подвійні ноти, коли гравцеві потрібно буде натискати дві кнопки одночасно. На відміну звиклому аркадному режиму, Mix Mode має лише три складності: EASY (тут використовується лише правий Joy-Con), NORMAL і HARD.
Якщо ж говорити про серії ігор Project Mirai, які є спін-офом серії Project DIVA для консолей сімейства Nintendo 3DS, то тут теж геймплей добряче так відрізняється. В першій частині все доволі просто: на екрані з'являються такі собі годинники, але замість цифр вони відображають кнопки A, B, X, Y, які потрібно натискати в той момент, коли стрілочка годинника до них наблизиться. Також у грі з'являються довгі ноти, що нагадують свої аналоги з перших частин серії DIVA. У цій грі теж є лише три складності: EASY, NORMAL, HARD. Для гравців інших ігор ця частина може здатися "незручною", адже на екрані після натиснення нот не з'являється ніяких позначок і щоб дізнатися, чи вчасно ви натиснули на кнопку, потрібно прислухатися до звуку натиснення: він відрізняється в залежності від точності.
Друга і DX частини Project Mirai уже відрізняються від першої: геймплей став більше нагадувати основну серію Project DIVA. Точно як в першій частині серії, гравець повинен натискати кнопки A, B, X, Y, але тепер кнопки з'являються не на годинниках а на лініях, що час від часу вимальовують цікаві зображення. Тепер у грі з'явилися подвійні ноти і подвійні утримування, що зробили гру складнішою. Також у грі з'явився четвертий рівень складності - SuperHARD, однак він доступний лише на шести піснях. Також з'явилася можливість змінити колір, швидкість і розмір нот. Але і це ще не все! У цих іграх з'явився ще один режим гри - сенсорний! Зовні він нагадує перший режим гри, але він є трохи легшим від нього: тут немає подвійних нот і таймінг зчитування набагато легший. Для гри у сенсорний режим потрібно використовувати стилус консолі і тицяти ним на різнокольорові кола, що вони відображаються на нижньому екрані 3DS. Також у цьому режимі з'явилися "свайпи": ноти, для яких потрібно просто провести стилусом по екрану в потрібному напрямку. Точно як у кнопочному геймплеї, сенсорний режим має чотири складності: EASY (на нижньому екрані з'являється лише одне кольорове коло), NORMAL (два кольорових кола), HARD і SuperHARD (три кольорових кола). Гравець також може налаштувати геймплей під себе, змінивши колір, розмір і швидкість нот для цього режиму.

#### Режим "EDIT PLAY"
Цей режим гри дає змогу гравцям створити рівні самому або зіграти в рівні, що були створені користувачами гри. При грі єдине, що відрізняється від офіційних пісень, гравець немає можливості використовувати "полегшення" і "ускладнення" і не отримує очок за результат. Остання поява цього режиму була в F2nd. Причини такого рішення не були офіційно пояснені розробниками гри, та гравці вважають, що їм довелося зробити це через відсутність можливості завантажувати свої аудіофайли на систему PS4.

#### Режим "Навчання"
У цьому режимі проходить навчання, де розповідають як грати, які існують бонуси. Для навчання завжди використовувалася одна пісня - Ievan Polkka. В F2nd додали також EXTREME рівень складності до навчання. А в Mega Mix розробники вперше за всю історію серії змінили аудіо: там досі використовується ця пісня, однак інша її версія, без вокалу Хатсуне Міку.

### "Кімната Діви"
Сенс цього режиму - інтерактивна гра. У кожного героя є своя кімната, де вони можуть відпочівати, грати, займатись мистецтвом. Тут ви можете робити подарунки для своїх персонажів і по-різному "контактувати" з ними. Також є у грі рівень дружби з кожним персонажем, який підіймається або падає в залежності від того, що ви робите для них.
У F і F2nd з'явилися нові особливості для цього режиму: гравець може гладити персонажа по голові, після чого можна буде зіграти з ним у гру, наприклад, у "Камінь, ножиці, папір" чи "Patty Cake" (Це дуже схоже на гру "Ладушки-ладушки", але з іншими рухами). Також у цьому режимі можна відзначити день народження кожного героя, і вони самі можуть привітати з днем народженням й самого гравця.
X кардинально змінив систему "Кімнати Діви", зробивши її частиною основного сюжету, де вам потрібно ще більше спілкуватися із персонажами, підбадьорювати їх, обирати костюми і дизайн кімнати в залежності від того, що їм забагнеться. Після цієї гри "Кімната Діви" більше ніколи не з'являлася в іграх серії.

### Магазин
Це розділ, в якому можна купувати костюми, аксесуари, подарунки, оформлення для кімнати. У кожній частині гри змінюють оформлення, додають нові розділи. Ціни на так звані "товари" завжди різні. 

### Розділ "Network"
Розділ, який є головним мережевим центром гри. Саме тут можна завантажити свої рівні, щоб їх зіграли інші, і знайти рівні зроблені іншими гравцями. Також, звідси можна контролювати усю інформацію про себе. Цей розділ завжди використовується лише для обміну гральної інформації. 

### Налаштування
Тут можна налаштувати спосіб гри, можна змінити звукові налаштування. 

### Галерея
Тут можна дізнатися статистику гри, кількість награних годин, інформацію про рекорди на рівнях. Розділ "Нагороди" відкриває список вже отриманих нагород, з описом, та часом їх отримання. В аркадних іграх для PS4 і Nintendo Switch тут можна знайти різні відео, такі як опенінг гри і ранкінг, щоб дізнатися, яке місце гравець посів у будь-якій пісні. 

### Режим "Студія"
Режим, що з'являвся лише в F, F2nd та X. Фотостудія дозволяє гравцеві додати персонажів з гри на будь-яку фотографію, зроблену на камеру PS Vita або зробити "арт" з ними на будь-якому тлі, що уже є в грі.
У меню концерт можна переглянути записи з реальних концертів Magical Mirai. Гравець може керувати камерою, дивлячись виступ під різними кутками. Усе це відбувається на сцені, яка була відновлена з справжніх виступів. На ігровій консолі PS VITA, цей режим працює через камеру та спеціальну картку "Доповненої реальності". 